# Nekrofili
Nekrofili (grekiska nekros ’död’ och philia ’kärlek’, ’vänskap’) är en sexuell avvikelse som yttrar sig i sexuell attraktion till den döda (människo)kroppen (lik). Nekrofili kan också uttryckas i sexualmord.

## Sverige
Enligt svensk lag är det enligt brottsbalken 16 kap. 10 § bland annat olagligt att obehörigen flytta, skada eller skymfligen behandla lik eller avlidens aska. En person som gör sig skyldig till någon av dessa handlingar kan dömas för gravfridsbrott (tidigare brott mot griftefriden).
Förekomst av denna typ av sexuella handlingar i rättsliga processer inom ramen för brott mot griftefrid är synnerligen ovanliga i Sverige. I oktober 2006 fälldes en man för en sådan handling, vilket enligt åklagaren aldrig tidigare skett i svensk rättshistoria.